# Компонентное видео
Компонентное видео — способ раздельной передачи цветного видео по двум и более каналам (кабелям), при котором отдельные составляющие видеосигнала несут разную информацию о цветном изображении.
В первых компонентных видеоинтерфейсах, таких как S-Video, цветовая поднесущая передавалась отдельно от остальных компонентов цветного видеосигнала для уменьшения перекрёстных помех. В современных аналоговых интерфейсах используются три и более каналов для раздельной передачи информации о цвете изображения и сигналов синхронизации. Как и по композитным видеокабелям, по компонентным не передаётся звуковое сопровождение, для которого необходим отдельный провод.
Понятие также используется применительно к форматам видеозаписи, в которых сигналы яркости и цветности записываются разными группами видеоголовок на отдельных дорожках. Такие форматы, первым из которых стал Betacam, позволили повысить качество изображения кассетных видеомагнитофонов до вещательных стандартов.

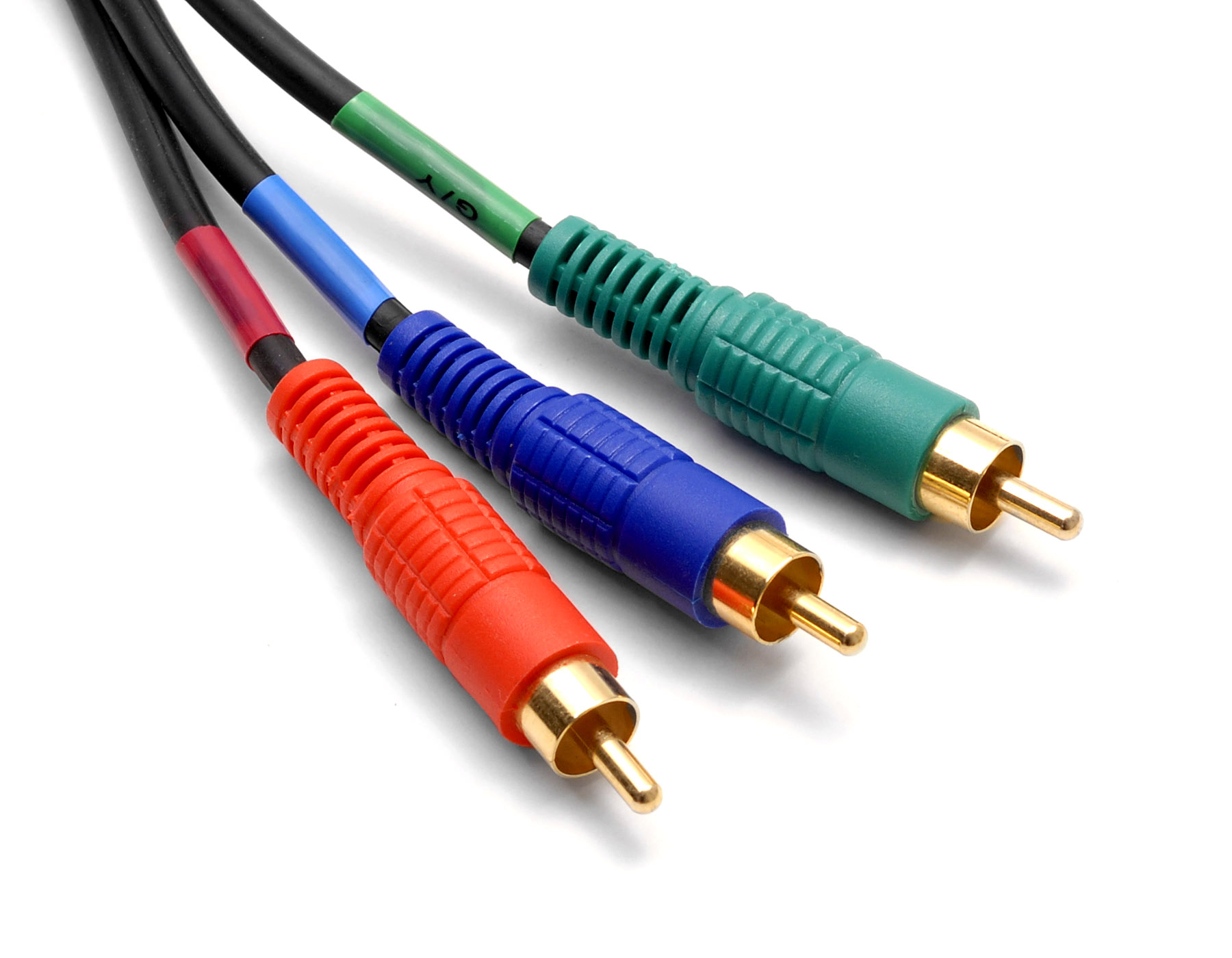
Разъёмы компонентного видеокабеля стандарта YPbPr

## Историческая справка
Первые профессиональные и подавляющее большинство бытовых видеомагнитофонов были основаны на записи композитного видеосигнала в исходном или незначительно модифицированном виде. При этом композитный видеосигнал между различными устройствами передавался по коаксиальному кабелю, никак не ухудшавшему параметры записанного изображения. Композитный принцип записи, требующий переноса спектра поднесущей в более низкочастотную область в большинстве кассетных форматов, приводил к неизбежному снижению качества изображения из-за перекрёстных помех, возникавших в аппаратуре в процессе разделения видеосигнала перед записью на магнитную ленту и последующего обратного смешивания. Повышение качества кассетных видеомагнитофонов стало возможно с появлением компонентных форматов, таких как Betacam, в котором сигналы яркости и цветности записывались раздельно на разные дорожки. Для сохранения полученного качества видео наиболее эффективной оказалась передача между устройствами компонентного сигнала, не требующая смешивания яркости и цветности, записанных и воспроизводящихся раздельно. Компонентные интерфейсы оказались эффективны и для композитных форматов, таких как S-VHS, обеспечивающих повышенное качество изображения за счёт отдельного канала обработки сигнала цветности. Для видеомагнитофонов этого формата был разработан компонентный интерфейс S-Video (англ. Separate Video, «Раздельное видео»), в котором сигналы яркости и цветности передавались раздельно. Первый формат цифровой видеозаписи D-1 также был компонентным и позволял независимо друг от друга записывать и обрабатывать яркость и цветность. В этом случае компонентные цифровые видеоинтерфейсы оказались более выгодны, чем передача данных одним потоком. Дальнейшее совершенствование видеотехники и появление высококачественных бытовых цифровых форматов хранения изображения, таких как DVD, HD-DVD и Blu-ray Disc, привели к вытеснению композитного видеоинтерфейса компонентными, позволяющими донести качество изображения носителя до конечного устройства.

## Разновидности компонентного видео
Компонентные интерфейсы делятся на два основных типа: использующие раздельную передачу сигналов яркости и цветности или передающие информацию об основных цветах изображения непосредственно. Цифровые компонентные интерфейсы пригодны для передачи видео как стандартной, так и высокой чёткости. Большинство современных телевизоров позволяют получить свою оригинальную чёткость только через компонентные видеовходы.

### Передача яркости и цветности

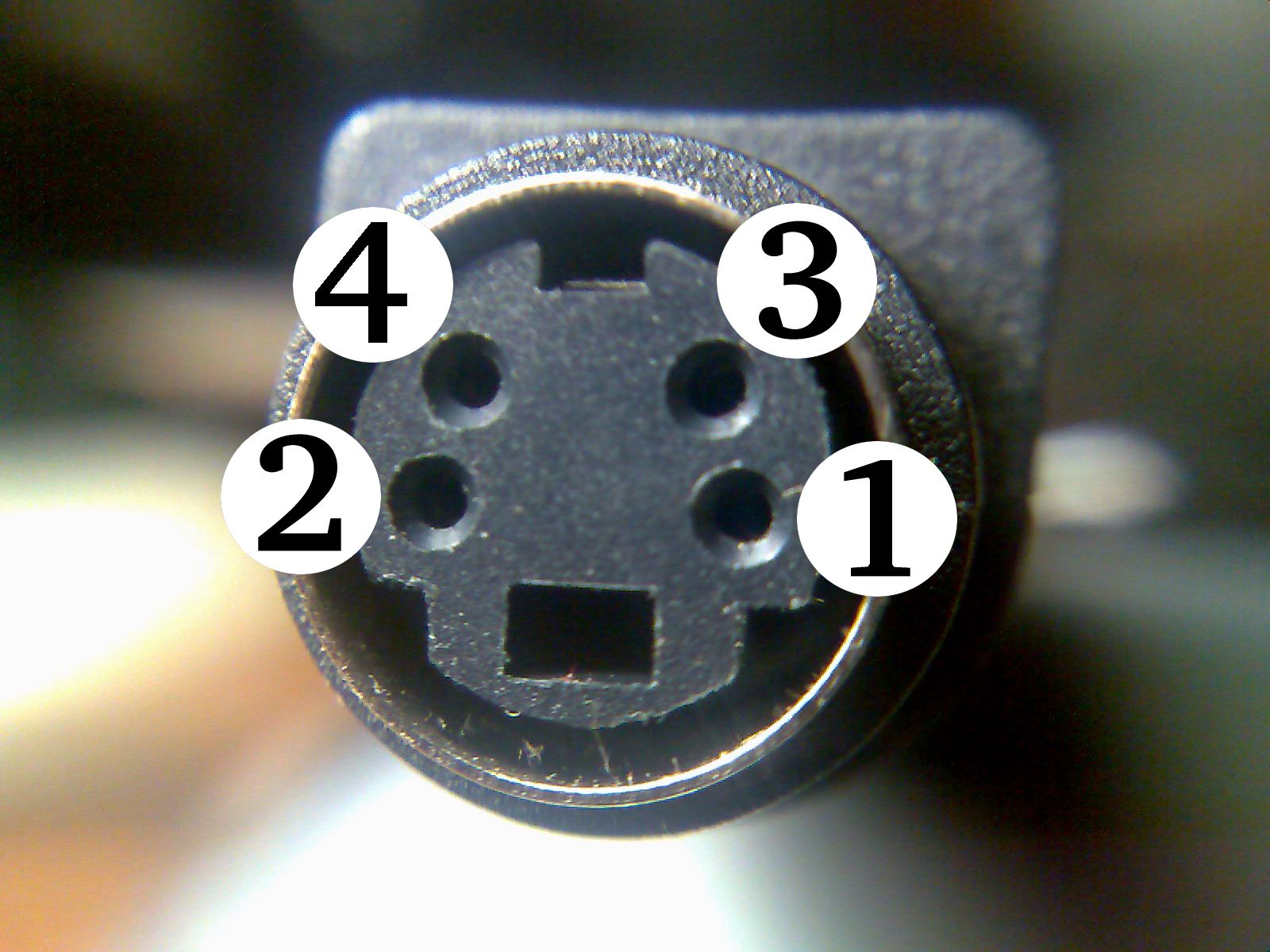
Разъём компонентного видеоинтерфейса S-Video. Штырьки 1 и 3 используются для передачи сигнала яркости, а 2 и 4 — сигнала цветности

Впервые компонентные видеоинтерфейсы были представлены их разновидностью, передающей сигнал яркости, содержащий информацию о монохромной составляющей изображения, и сигнал цветности, содержащий информацию о цветовом тоне и насыщенности изображения. Такой принцип, заимствованный в совместимых системах цветного телевидения, был заложен в компонентных форматах видеозаписи, для которых и разработаны эти интерфейсы. Одним из них стал  S-Video, предназначенный для соединения видеомагнитофонов формата S-VHS друг с другом и студийным оборудованием. Этот тип интерфейса дожил до сегодняшнего дня и используется в некоторых бытовых видеоустройствах и видеокартах компьютеров. Однако, наибольшее распространение получил компонентный стандарт YPbPr, обеспечивающий более высокое качество цвета за счёт отсутствия модуляции поднесущей и полного разделения составляющих.
Преобразование обычного видеосигнала в сигналы яркости и цветности в современных устройствах производится с помощью цветовой субдискретизации, получившей распространение благодаря графическому формату JPEG и технологии видеокомпрессии MPEG. Для передачи компонентных сигналов, основанных на разделении сигналов яркости и цветности, кроме кабеля S-Video с 4-х или 7-штырьковыми разъёмами (mini-DIN), в профессиональном видеопроизводстве наибольшее распространение получили три коаксиальных кабеля с разъёмами типа BNC. Такой тип соединения используется для передачи аналогового компонентного видео по стандарту YPbPr. В случае поддержки соединяемыми устройствами двух форматов экрана 4:3 и 16:9 по кабелям передаётся сигнал, сообщающий о соотношении сторон передаваемого изображения. В бытовой технике чаще всего используются три коаксиальных или один многожильный кабель с тремя разъёмами типа RCA (тюльпан) зелёного, синего и красного цветов. Некоторые производители реализуют передачу компонентного сигнала YPbPr через разъём SCART. 
Развитие цифровых технологий телевидения приводит к постепенному вытеснению аналоговых компонентных интерфейсов. Цифровое компонентное видео может передаваться как по одному кабелю последовательно, так и по нескольким параллельными потоками. В профессиональном производстве получил распространение цифровой последовательный интерфейс SDI, использующийся для соединения видеоустройств. В бытовой и компьютерной видеотехнике наиболее распространены цифровые интерфейсы DVI и HDMI.

### Раздельная передача цветов

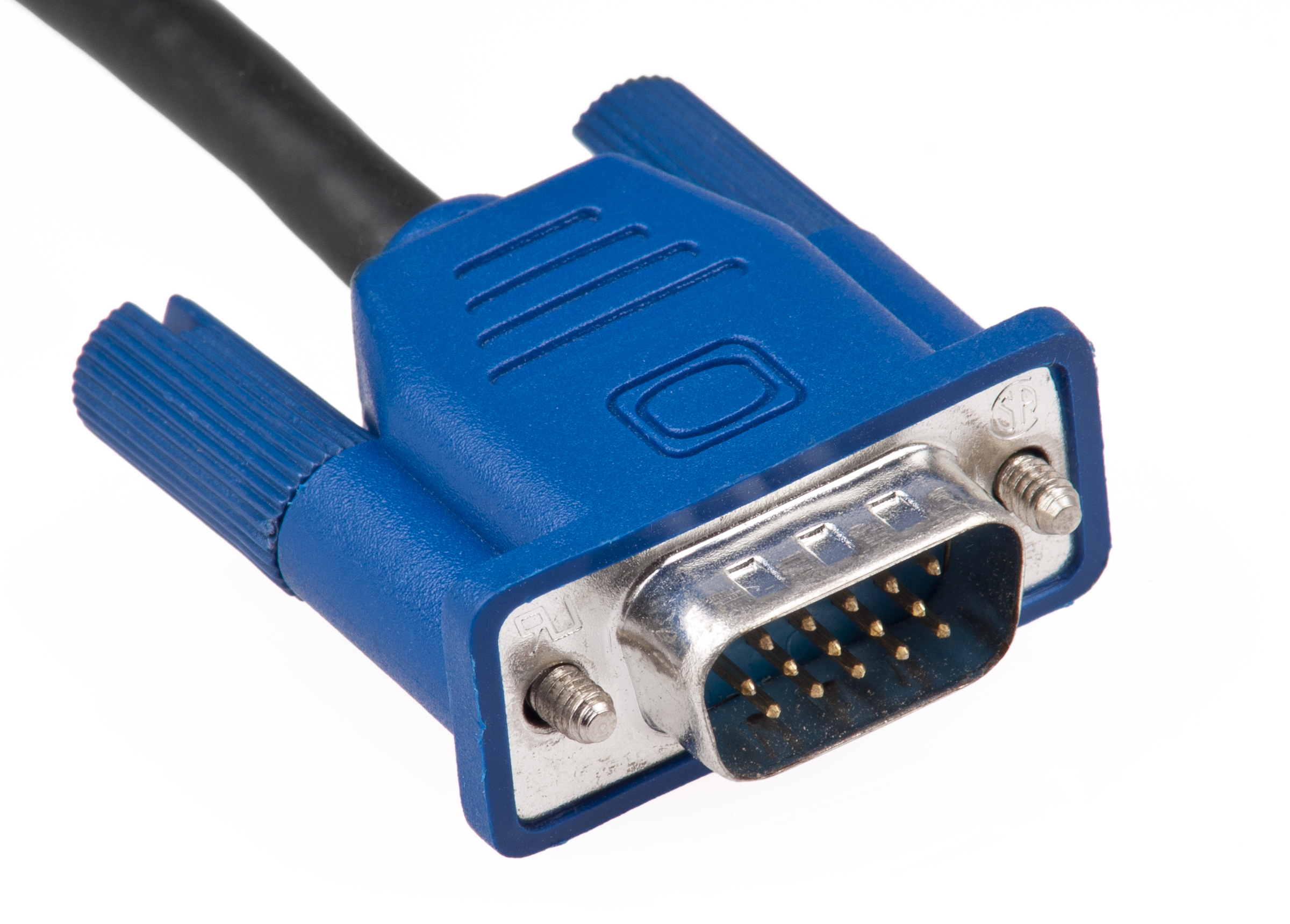
15-штырьковый разъём D-sub компьютерного компонентного интерфейса VGA

Все устройства для отображения цветного изображения в качестве конечных сигналов используют три, соответствующие красному, зелёному и синему цветам аддитивной цветовой модели RGB. Эти сигналы подаются непосредственно на электроды масочных кинескопов или на матрицу жидкокристаллических дисплеев. Процесс преобразования цветного изображения в видеосигнал в начальной стадии также предусматривает цветоделение, в результате которого получаются три сигнала, соответствующие основным цветам. Передача компонентного сигнала, состоящего из информации об основных цветах, не требует преобразования цветовой информации в сигналы яркости и цветности, а затем обратного декодирования, ухудшающих цветопередачу. Непосредственная передача цветовых составляющих изображения позволяет свести к минимуму потери и ограничения интерфейса, и получить максимальное качество.
Такие интерфейсы не используют модуляцию сигналов и никак не ограничивают глубину цвета, которую может передать система. При этом полоса частот, занимаемая компонентными сигналами, очень широка и может значительно превышать полосу яркостного сигнала монохромного изображения, передавая большое количество цветовой информации. Раздельная передача цветовых сигналов наиболее выгодна для просмотра изображения DVD и других форматов, хранящих цвет непосредственно в цветовом пространстве RGB. Большинство современных компьютеров используют для вывода компонентного аналогового видео интерфейс VGA, передающий отдельные компоненты цвета и синхросигнал по отдельным каналам. Некоторые производители телевизоров используют для передачи отдельных компонентов цветного изображения модели RGB разъёмы SCART, что в некоторых случаях отражается их обозначением «SCART RGB». 
Кроме трёх сигналов основных цветов, аналоговые компонентные интерфейсы используются для передачи двух сигналов синхронизации — строчной и кадровой, которые могут передаваться четырьмя различными способами:
- Композитный синхросигнал, когда строчные и кадровые синхроимпульсы одновременно передаются по отдельному проводу (S в системе RGBS);
- Раздельная передача, когда строчные и кадровые синхроимпульсы передаются по двум отдельным проводам (H и V в системе RGBHV);
- Передача композитного синхросигнала по общему проводу с зелёным каналом (SoG или RGsB);
- Передача композитного синхросигнала по общему проводу с красным или синим каналами;

Композитный синхросигнал передаётся разъёмом SCART через штырьки номер 17 (земля), 19 (выход композитного синхросигнала) и 20 (вход синхросигнала). Раздельная передача импульсов строчной и кадровой синхронизации нашла более широкое применение в компьютерных видеоинтерфейсах, таких как VGA. При этом для передачи компонентного цветного видео используются пять каналов: три для раздельной передачи цветовых сигналов и два для передачи импульсов строчной и кадровой синхронизации. Передача синхросигнала в зелёном (SoG) или двух других каналах используется очень редко немногими производителями.